# Tendai Mtawarira

a Compétitions nationales et continentales officielles uniquement.

b Matchs officiels uniquement.
Dernière mise à jour le 9 février 2022.
Tendai Mtawarira, né le 1er août 1985 à Harare (Zimbabwe), est un joueur de rugby à XV zimbabwéen qui joue avec l'équipe d'Afrique du Sud de 2008 à 2019. Il joue au poste de pilier. Il joue l'essentiel de sa carrière avec la franchise des Sharks en Super Rugby et, dans les compétitions sud-africaines, avec la province des Natal Sharks.

## Carrière
Tendai Mtawarira évolue dans la compétition des provinces de l'hémisphère sud, Super 14 puis Super 15 avec la franchise des Sharks depuis 2007. Dans les compétitions sud-africaines, il joue avec la province des Natal Sharks depuis la même année.
Tendai Mtawarira dispute son premier match avec l'Afrique du Sud en 14 juin 2008 à Pretoria face au pays de Galles. La semaine suivante il inscrit son premier essai pour l'Afrique du Sud lors d'un match contre l'Italie au cours duquel il fut désigné homme du match. Il fait des débuts remarqués dans le Tri-Nations 2008 en tant que remplaçant face aux Wallabies à Perth qui lui permet d'obtenir une place de titulaire pour les tests suivants de cette compétition.
Au début de la saison 2009, il se signale par une grosse performance face à Phil Vickery, sanctionné plusieurs fois en mêlée fermée face à lui, lors du premier test contre les Sud-africains de la tournée des Lions britanniques et irlandais à Durban en Afrique du Sud gagné 26 à 21 le 20 juin 2009.
En 2011, il est sélectionné au sein de l'effectif sud-africain retenu par Peter de Villiers pour disputer la Coupe du monde en Nouvelle-Zélande. Il dispute quatre matchs lors de la compétition.
Il fait partie du groupe sud-africain choisi par Heyneke Meyer pour participer à la Coupe du monde 2015 en Angleterre. Il dispute sept matchs de cette compétition, contre le Japon, les Samoa, l'Écosse, les États-Unis, le pays de Galles, la Nouvelle-Zélande et l'Argentine.
En 2019, il est retenu pour disputer sa troisième Coupe du monde par le sélectionneur Rassie Erasmus à l'occasion du mondial au Japon. Il est titulaire pour la majorité de la compétition, dont la finale face à l'Angleterre que son équipe remporte. Lors de la finale, il joue un rôle prépondérant dans la victoire de son équipe en dominant largement son vis-à-vis Dan Cole en mêlée. Il décide d'arrêter sa carrière internationale juste après la compétition.
En 2020, il quitte les Sharks après treize saisons, et rejoint l'équipe américaine de Old Glory DC pour la saison 2020 de Major League Rugby. Il met un terme à sa carrière de joueur au terme de cette saison.

## Style de jeu et personnalité
Ses fans et amis le surnomment affectueusement The Beast (La Bête) en français. À Durban, les spectateurs de l'équipe des Natal Sharks crient Beast à chaque prise de balle ou gros placage du joueur.

## Palmarès
- Vainqueur de 3 Currie Cup (2008, 2013, 2018) avec les Natal Sharks
- Vainqueur du TriNations 2009
- Vainqueur du Rugby Championship 2019
- Vainqueur de la Coupe du monde 2019

## Statistiques

### Avec les Springboks
Tendai Mtawarira compte 117 sélections sous le maillot des Springboks, inscrivant un total de dix points (deux essais). Il a été sélectionné pour la première fois avec les Springboks le 14 juin 2008 contre le pays de Galles.

### En club et province
- 159 matchs de Super Rugby
- 37 matchs de Currie Cup